# 内閣府参事官（交通安全対策担当）
内閣府参事官（交通安全対策担当）（ないかくふせいさくさんじかん こうつうあんぜんたいさくたんとう）は、内閣府に設置されている組織である。

## 概要
交通安全対策基本法に基づき、交通の安全に関する総合的・長期的な施策の大綱である交通安全基本計画を作成し、関係省庁等と連携しながら各種施策を強力に推進している。